# Sedro-Woolley
Sedro-Woolley est une localité américaine du comté de Skagit, dans le Washington.